# 棗陽軍
枣阳军，中国南宋时设置的军。
宋高宗绍兴十二年（1142年），为防御金国，升枣阳县为枣阳军，隶衡州。宋理宗绍定三年（1230年），枣阳为京西兵马钤辖。元世祖至元十四年（1277年），枣阳属南阳府，十九年（1283年），改属河南江北行中书省襄阳路管辖。